# Multiuser DOS
Multiuser DOS é um sistema operacional de tempo real para computadores compatíveis com o IBM PC.
Evolução dos antigos sistemas operacionais Concurrent CP/M e Concurrent DOS, era originalmente desenvolvido pela Digital Research. Descende diretamente dos primeiros SOs desenvolvidos pela DR, CP/M e MP/M. 

## História
A versão inicial do CP/M para o IBM PC, o CP/M-86, foi um fracasso comercial, visto que o MS-DOS da Microsoft oferecia as mesmas facilidades por um preço muito menor. Como o MS-DOS 1.0, o CP/M-86 não explorava a fundo o poder e as capacidades das novas máquinas de 16 bits.
O CP/M-86 foi logo superado pela implementação multitarefa do CP/M, o MP/M-86. Este SO transformava um PC num computador multitarefa, capaz de suportar vários usuários simultaneamente  que o acessavam através de "terminais burros" conectados pela porta serial. O ambiente apresentado a cada usuário dava a este a impressão de que tinha a capacidade de processamento do computador inteiramente para si. Visto que terminais custavam uma fração do preço então substancial de um PC completo, isto representava uma considerável economia de custo, bem como facilitava a implementação de aplicativos multiusuário, tais como contabilidade ou controle de estoque, num tempo em que redes de PCs eram raras, caras e difíceis de implementar.
O CP/M-86 e o MP/M-86 foram mais tarde fundidos para criar o Concurrent CP/M (também conhecido como CCP/M), o qual oferecia compatibilidade mais completa com o CP/M-86 acrescido das capacidades multitarefa do MP/M-86. 
Como o MS-DOS era originalmente um clone do CP/M, este sistema operacional também oferecia compatibilidade limitada com o SO da Microsoft - aplicativos MS-DOS simples, que não acessavam diretamente o monitor ou outro hardware podiam ser executados sob CCP/M. Por exemplo, embora um programa de linha de comando como o PKZip funcionasse perfeitamente e oferecesse mais facilidades do que o arquivador Arc nativo do CP/M, aplicativos mais complexos que realizavam manipulações da tela, tais como o WordStar para DOS, não funcionavam, exigindo a criação de versões específicas para CCP/M.
O CCP/M evoluiu para o Concurrent DOS (ou CDOS), o qual oferecia uma compatibilidade maior com o DOS. A primeira versão lançada, CDOS 3.2, era compatível com o MS-DOS 1; versões posteriores acrescentaram compatibilidade com os MS-DOS 2.x e 3.x. As versões 5 e 6 (Concurrent DOS XM) podiam chavear múltiplos programas em memória usando EEMS.
Em 1987, o CDOS foi reelaborado como Concurrent DOS/386. Por conta disto, executava somente em máquinas equipadas com a UCP Intel 80386, e utilizava as capacidades do 386 para "virtualizar" o hardware, permitindo que a maioria dos aplicativos DOS fossem executados sem alteração sob CDOS/386 - mesmo em terminais. O SO dava suporte até mesmo a acesso de arquivos multiusuário simultâneo, permitindo que aplicativos DOS de rede executassem como se estivessem em PCs individuais conectados a um servidor de rede. Além disso, o CDOS/386 não era apenas uma alternativa barata aos PCs individuais, mas permitia que um único servidor suportasse uma rede corporativa completa, sem a necessidade de workstations individuais, placas de rede e cabeamento especial.
Versões posteriores do CDOS absorveram algumas das funcionalidades avançadas do DR-DOS, clone subseqüente do MS-DOS monousuário elaborado pela DR, após o que o produto foi rebatizado para um nome mais explícito, Multiuser DOS, por vezes abreviado para MDOS.

## Limitações
O MDOS sofria de várias limitações técnicas que restringiam sua capacidade de competir com LANs baseadas no MS-DOS. Necessitava de drivers de dispositivo especiais para hardware comum, visto que os drivers do MS-DOS não eram multiusuários ou multitarefa. A instalação de drivers era mais complexa do que o método simples do MS-DOS de copiar os arquivos para o disco de boot e modificar apropriadamente o CONFIG.SYS - era necessário criar os vínculos no núcleo do MDOS (conhecido como nucleus) usando o comando SYSGEN.
O MDOS também era incapaz de usar muitos aplicativos comuns no MS-DOS, tais como pilhas de rede, e possuía capacidade limitada em dar suporte a desenvolvimentos posteriores para o mundo PC compatível, tais como adaptadores gráficos, placas de som, drives de CD-ROM e mouses. Embora muitos destes problemas tenham sido corrigidos - por exemplo, terminais gráficos foram desenvolvidos, permitindo que os usuários utilizassem software em modos CGA, EGA e VGA - era menos flexível neste aspecto do que PCs individuais, e os preços destes caíram, tornando-o cada vez menos competitivo, embora ainda ofereça benefícios em termos de administração e TCO (Total Cost of Ownership). Diferentemente do MP/M, nunca se tornou popular como um SO multitarefa para usuários individuais, em parte por conta do preço das licenças e em parte por conta dos requisitos de drivers de dispositivo especiais - diferentemente de aplicativos multitarefa do MS-DOS, tais como o DESQview da Quarterdeck.